# Ute Kircheis-Wessel
Ute Kircheis-Wessel   (Niederaußem, 18 de maig de 1953) és una tiradora d'esgrima alemanya, ja retirada, especialista en floret, que va competir sota bandera de la República Federal Alemanya durant les dècades de 1970 i 1980.
El 1976 va prendre part en els Jocs Olímpics d'Estiu de Mont-real, on fou quarta en la prova del floret per equips del programa d'esgrima. El 1984, als Jocs de Los Angeles, guanyà la medalla d'or en la mateixa prova.
En el seu palmarès també destaquen quatre medalles al Campionat del món d'esgrima, tres de plata i una de bronze, entre les edicions de 1977 i 1983. El 1974 guanyà el campionat alemany de floret.